# Bidouze
Bidouze – rzeka w południowo-zachodniej Francji o długości 79 km i powierzchni dorzecza 285 km², lewy dopływ rzeki Adour.
Bidouze ma swe źródła w masywie Arbailles. Przepływa przez departament Pireneje Atlantyckie. Wpada do rzeki Adour w miejscowości Guiche.

## Głównedopływy
lewe: Hoztako ur handia, Laminosina, Artikaiteko erreka, Joyeuse, Mihurrieta, Ihiburu (Lihoury).
prawe: Babatzeko erreka, Izpatxuriko erreka, Azkabi, Ehulondo, Lauhirasse

## Ważniejsze miejscowości
Larceveau-Arros-Cibits, Saint-Palais, Came, Bidache, Guiche